# Стеноз мітрального клапана
Мітра́льний стено́з — звуження лівого передсердно-шлуночкового (мітрального) отвору. Мітральний клапан знаходиться між лівим передсердям і лівим шлуночком. Він відкривається в діастолу і через передседно-шлуночковий отвір у лівий шлуночок через мітральний клапан вільно надходить артеріальна кров лівого передсердя. У систолу клапан закривається під тиском крові при скороченні лівого шлуночка і перешкоджає зворотному току крові з лівого шлуночка в ліве передсердя. Клапан складається з двох стулок. При мітральному стенозі стулки потовщуються, зростаються одна з одною, розмір передсердно-шлуночкового отвору зменшується.

## Етіологія
Практично завжди мітральний стеноз є наслідком ревматизму і зазвичай формується у молодому віці і частіше у жінок.

## Патогенез і зміна гемодинаміки
У людини площа лівого атріовентрикулярного отвору коливається в межах 4-6 см² і лише при зменшенні його площі до 1,5-1 см² (критична площа) з'являються виразні порушення внутрішньосерцевої гемодинаміки. У більшості хворих, що потребують оперативного лікування ця величина становить 0,5-1 см².
Звуження мітрального отвору служить перешкодою для вигнання крові з лівого передсердя. Тому, щоб забезпечити нормальне кровонаповнення лівого шлуночка, включається ряд компенсаторних механізмів. У порожнині передсердя підвищується тиск (з нормального в 5 мм до 20-25 мм рт. ст.). Це зростання тиску приводить до збільшення градієнта тиску ліве передсердя — лівий шлуночок, внаслідок чого полегшується проходження крові через звужений отвір мітрального клапана. Систола лівого передсердя подовжується, і кров поступає в лівий шлуночок протягом більш тривалого часу. Зростання тиску в лівому передсерді і подовження систоли лівого передсердя спочатку компенсують негативний вплив звуженого мітрального отвору на внутрішньосерцеву гемодинаміку.

## Симптоми
При легкому стенозі скарг часто немає, хоча фізикальне дослідження виявляє багато симптомів вади. Однак навіть при невеликому підвищенні трансмітрального градієнта тиску в спокої збільшення серцевого викиду (при фізичної та емоційної навантаженнях, статевому акті, гарячка, тяжкої анемії, пароксизмальна тахікардія, вагітності, тиреотоксикозі) різко збільшує (ТЗЛА) тиск заклинювання легеневої артерії, спричиюючи задишку і кашель. Різке ж збільшення кровотоку на тлі важкого стенозу веде до набряку легенів. У положенні лежачи зростає застій у легенях, виникають ортопное і нічні напади серцевої астми. Чим менше площа отвору мітрального клапана, тим гірше хворі переносять фізичне навантаження і тим вище  імовірність передсердних аритмій — екстрасистолія, пароксизмальна тахікардія, тріпотіння передсердь, миготлива аритмія.

## Діагностика
При вислуховуванні серця визначається діастолічний шум. Шум утворюється, коли кров в діастолу через звужений отвір мітрального клапана тече в шлуночок. Шум посилюється після фізичного навантаження. На електрокардіограмі знаходять збільшення лівого передсердя і правого шлуночка. Рентгенологічно визначають зміни в легенях. На ехокардіограмі можна побачити потовщення стулок мітрального клапана, порушення їх руху, зменшення розмірів передсердно-шлуночкового отвору, відкладення солей кальцію на стулках клапана. Іноді в розширеному правому передсерді знаходять тромб.

## Прогноз
Мітральний стеноз, навіть невеликий, схильний до прогресування внаслідок рецидивів ревматизму, до яких такі хворі дуже схильні. Більшість хворих гинуть від ускладнень і серцевої недостатності. Хірургічне лікування поліпшило прогноз, однак прогресування хвороби з розвитком рестеноза та інших ускладнень можливо і при відмінних безпосередніх результатах операції.

## Лікування
Безсимптомний перебіг не вимагає призначення лікарських препаратів. При наявності клінічних проявів основними засобами консервативної терапії є діуретики та бета-блокатори. Небажано призначення вазодилататорів, так як внаслідок неможливості збільшення серцевого викиду у відповідь на зниження периферичного опору у хворих розвивається виражена артеріальна гіпотензія, а рефлекторна тахікардія через укорочення діастоли погіршує кровонаповнення лівого шлуночка і підсилює застій крові в лівому передсерді і легеневої артерії. Всім пацієнтам проводиться профілактика рецидивів ревматизму і інфекційного ендокардиту.